# Uruguays flag
Uruguays flag består af ni striber, fire blå og fem hvide, og en gul sol med øjne, næse og mund på hvid bund i det venstre hjørne. Solen repræsenterer Inkarigets øverste guddom Inti. Flaget blev officielt godkendt 16. december 1828, men havde da sytten striber. Antallet af striber blev reduceret til ni i 1830, og de lyseblå striber blev mørkere. Uruguays flag har hentet inspiration fra USA's flag, hvor striberne repræsenterer landets ni oprindelige områder.
- Wikimedia Commons har flere filer relateret til Uruguays flag

| Flag | Spire Denne artikel om flag eller vexillologi er en spire som bør udbygges. Du er velkommen til at hjælpe Wikipedia ved at udvide den. |